# Landtag Mecklenburg-Vorpommern (1946–1952)
Der Landtag Mecklenburg-Vorpommern war das Landesparlament des Landes Mecklenburg-Vorpommern in der SBZ und DDR von 1946 bis zur Auflösung der Länder 1952. Im Januar 1947 wurde das Land in Land Mecklenburg umbenannt. Die Bezeichnung des Landtags lautete danach Landtag Mecklenburg oder Mecklenburgischer Landtag.
Nach der Wende wurde das Land Mecklenburg-Vorpommern im Jahr 1990 wiedererrichtet und ein neuer Landtag Mecklenburg-Vorpommern gewählt.

## Vorgeschichte
Um den Wiederaufbau der staatlichen Ordnung nach dem Zweiten Weltkrieg in den Ländern der Sowjetischen Besatzungszone zu ermöglichen, wurde am 13. Juni 1946 in Mecklenburg-Vorpommern durch die Sowjetische Militäradministration in Deutschland (SMAD) die Beratende Versammlung einberufen.
Gemäß dem Potsdamer Abkommen vom 2. August 1945 wurde diese Beratende Versammlung 1946 durch gewählte Parlamente ersetzt.

## Erste Wahlperiode
Die Wahl zum ersten Landtag Mecklenburg-Vorpommerns fand am 20. Oktober 1946 im Rahmen der Landtagswahlen in der SBZ 1946 statt. Der Landtag beschloss die Verfassung des Landes Mecklenburg vom 16. Januar 1947, in der im Abschnitt III Regelungen über den Landtag enthalten waren. Zur Konkretisierung der verfassungsrechtlichen Vorschriften erließ der Landtag auch eine Geschäftsordnung, die wesentliche Regelungen für seine Arbeit festlegte.

### Organe des Landtages

#### Präsident und Präsidium
In der konstituierenden Sitzung am 19. November 1946 wählte der Landtag folgende Abgeordnete ins Präsidium:
- Präsident: Carl Moltmann (SED)
- 1. Vizepräsident: Reinhold Lobedanz (CDU)
- 2. Vizepräsident: Kurt Kröning, (LDP)
- 3. Vizepräsidentin: Herta Geffke, (SED)
- 1. Schriftführer: Friedrich Wehmer (VdgB, SED)
- 2. Schriftführerin: Annemarie von Harlem (CDU), ab Oktober 1948: Willy Ruthenberg (CDU)
- 3. Schriftführer: Erich Glückauf (SED)[4]

#### Ältestenrat
Der Ältestenrat bestand aus dem Präsidenten und den vier Fraktionsvorsitzenden von SED, CDU, LDPD und VdgB. Fraktionsvorsitzende waren:
- Kurt Bürger (SED)
- Werner Jöhren (CDU)
- Paul Friedrich Scheffler (LDP), ab November 1947 Friedrich Stratmann
- Ernst Goldenbaum (VdgB)

#### Fraktionen
Der Landtag hatte insgesamt vier Fraktionen, die der SED, der CDU, der LDPD und der VdgB.

#### Fachausschüsse
Neben den insgesamt 61 Plenarsitzungen im Saal der Kammerbühne des Mecklenburgischen Staatstheaters in Schwerin erfolgte die Arbeit in den 14 (ständigen) Ausschüssen:
| Ausschuss                      | Vorsitzender            |
| ------------------------------ | ----------------------- |
| Hauptausschuss                 | Reinhold Lobedanz (CDU) |
| Rechtsausschuss                | Kurt Bürger (SED)       |
| Wirtschaftsausschuss           | Otto Voß (SED)          |
| Verfassungsausschuss           | Werner Jöhren (CDU)     |
| Sozialausschuss                | Clara Hacker (SED)      |
| Kulturausschuss                | Willy Ruthenberg (CDU)  |
| Landwirtschaftsausschuss       | Edmund Geißler (LDP)    |
| Finanzausschuss                | Erhard Forgbert (SED)   |
| Eingabeausschuss               | Xaver Karl (SED)        |
| Aufbau- und Umsiedlerausschuss | Wilhelm Bick (SED)      |
| Jugendausschuss                | Hermann Witteborn (SED) |
| Wahlprüfungsausschuss          | Carl Koch (CDU)         |
| Begnadigungsausschuss          | Carl Moltmann (SED)     |
| Kommunalausschuss              | Carl Moltmann (SED)     |

siehe auch: Liste der Mitglieder des Landtags von Mecklenburg-Vorpommern (1946–1952) 1. Wahlperiode

### Aufgaben des Landtages
Der Landtag hatte als oberstes Verfassungsorgan u. a. folgende Aufgaben:
- Gesetzgebung
- Kontrolle der Landesregierung
- Wahl des Ministerpräsidenten und Bestätigung der von ihm vorgeschlagenen Minister

## Zweite Wahlperiode
Die Wahl zum zweiten Landtag Mecklenburg-Vorpommern fand am 15. Oktober 1950 im Rahmen der Landtagswahlen in der DDR 1950 statt. Es handelte sich hierbei um keine freien Wahlen. Die Abgeordneten wurden anhand einer Einheitsliste der Nationalen Front bestimmt. Die bereits vorher feststehende Mandatsverteilung ist im Artikel Landtagswahlen in der DDR 1950 dargestellt.
In der konstituierenden Sitzung am 3. November 1950 wurde das Präsidium in folgender Zusammensetzung gewählt:
- Präsident: Carl Moltmann (SED)
- 1. Vizepräsident: Reinhold Lobedanz (CDU)
- 2. Vizepräsident: Kurt Kröning, (LDP), ab Juli 1951: Friedrich Wilhelm Otto (LDP)
- 3. Vizepräsident: Karl Loos (SED)
- Schriftführer: Heinz Kohls (NDPD)
- Schriftführer: Willy Pank (DBD)
- Schriftführerin: Erna Leistert (FDGB, SED)
- Beisitzerin: Gretel Schmidt (FDJ)
- Beisitzerin: Irene Müller (VdgB)[8]

siehe auch: Liste der Mitglieder des Landtags von Mecklenburg-Vorpommern (1946–1952) 2. Wahlperiode

## Auflösung
Bereits 1949 verloren die Institutionen des Landes mit der Gründung der DDR weitgehend ihre Funktionen. 1952 wurde das Land im Rahmen der Verwaltungsreform in der DDR aufgelöst und in die drei Bezirke Neubrandenburg, Rostock und Schwerin aufgeteilt. An dieser Auflösung war der Landtag nicht beteiligt. Seine verbliebenen Aufgaben gingen auf die Bezirkstage über.